# Хутірець у степу
Хутірець у степу (рос. Хуторок в степи) — радянський художній фільм 1970 року, знятий на Кіностудії ім. М. Горького.

## Сюжет
Про участь юних друзів Петі Бачея і Гаврика Чорноіваненка в роботі одеського більшовицького підпілля в передреволюційні роки (1910—1912).

## У ролях
- Ігор Коритнюк — Петя Бачей
- Андрій Юдін — Гаврик Чорноіваненко
- Світлана Орлова — Маринка
- Наталія Марцишевська — Мотя
- Ярослав Коритнюк — Павлик
- Ніна Меньшикова — Тетяна Іванівна, тітка
- Юрій Любимов — Василь Петрович Бачей
- Андрій Гончар — Терентій
- Вадим Захарченко — Ближенський
- Любов Калюжна — Дуня
- Віктор Мізін — Гаврило
- Тетяна Панкова — мадам Стороженко
- Клара Румянова — Павловська
- Ліліан Малкіна — таперша
- Всеволод Якут — Ілля Францевич Файг вихрест, багач, власник і директор комерційного училища — приватного навчального закладу з правами
- Ніна Делекторська — газетярка
- Данило Домбровський — Осипов
- Андрій Думиніка — перс
- Євген Гуров — Іван Антонович
- Василь Галактіонов — епізод
- Костянтин Карельських — жандармський ротмістр
- Володимир Ліппарт — погромник
- Георгій Мілляр — старий
- Неллі Вітепаш — епізод
- Сергій Простяков — Єгор Олексійович
- Віктор Плотников — Яким Перепелицький
- Дмитро Пономаренко — околодочний
- Степан Пучинян — епізод
- Лев Потьомкін — перс
- Леонід Реутов — епізод
- Микола Шавикін — попечитель навчального округу
- Станіслав Симонов — швейцар

## Знімальна група
- Режисер — Борис Бунєєв
- Сценарист — Валентин Катаєв
- Оператор — Граїр Гарибян
- Композитор — Михайло Раухвергер
- Художник — Ольга Бєднова